# Göttelborner Höhe
La Göttelborner Höhe est une colline sur le territoire de Heusweiler-Wahlscheid en Allemagne, dans la région de la Sarre, au nord de Sarrebruck. Elle culmine à une altitude de 444 mètres.
Sur cette colline, se trouve un émetteur de la Saarländischer Rundfunk, pour la radiodiffusion et la télévision.

## Géographie
La Göttelborner Höhe est située à environ 15 kilomètres au nord de Sarrebruck, à proximité de la bifurcation autoroutière de Sarrebruck.

## Émetteur
L'émetteur qui a une hauteur de 211 mètres a été mis en service en 1959. De la station émettrice FM les chaînes suivantes sont diffusées :
- SR 1 Europawelle (88,0 MHz),
- SR 2 KulturRadio (91,3 MHz),
- SR 3 Saarlandwelle (95,5 MHz).

Les chaînes qui sont diffusées de la Göttelborner Höhe peuvent être reçues sans problèmes dans la région Saar-Lor-Lux. Seulement quelques relais émetteurs complètent la réception. Même dans des grandes parties de l'Alsace, au nord du Pays de Bade, dans le nord des Vosges[réf. nécessaire] et dans la Forêt-Noire, on reçoit les chaînes en bonne qualité.

## Passage à la TNT
Le 13 décembre 2007, la TNT était mise en service en Sarre. À côté de l'émetteur de la Göttelborner Höhe, des chaînes TNT sont diffusées depuis les émetteurs de Saarbrücken-Schoksberg et de Spiesen.
Les chaînes suivantes peuvent être reçues depuis la Sarre ainsi que dans la région frontalière :
- Canal 42, Fréquence 642,00 MHz : ARD(SR), SR Fernsehen, Arte, Phoenix
- Canal 30, Fréquence 546,00 MHz : ZDF, 3sat, KiKA/ZDFneo, ZDFinfo
- Canal 44, Fréquence 658,00 MHz : SWR Fernsehen, HR Fernsehen, WDR Fernsehen, Bayrisches Fernsehen

La TNT est émise en polarisation verticale (Schoksberg, Spiesen). Les chaînes qui sont diffusées en Rhénanie-Palatinat au contraire, ont gardé la polarisation horizontale (Donnersberg, Kaiserslautern, Weinbiet, Kettrichhof).